# (74243) 1998 SR55
(74243) 1998 SR55 – planetoida z pasa głównego asteroid okrążająca Słońce w ciągu 4,46 lat w średniej odległości 2,71 j.a. Odkryta 16 września 1998 roku.